# Акари (Риу-Гранди-ду-Норти)
Акари (порт. Acari) — муниципалитет в Бразилии, входит в штат Риу-Гранди-ду-Норти. Составная часть мезорегиона Центр штата Риу-Гранди-ду-Норти. Входит в экономико-статистический микрорегион Серидо-Ориентал. Население составляет 11 324 человека на 2006 год. Занимает площадь 608,565 км². Плотность населения — 18,6 чел./км².
Праздник города — 11 апреля.

## История
Город основан 11 апреля 1835 года.

## Статистика
- Валовой внутренний продукт на 2003 год составляет 31 596 340,00 реалов (данные: Бразильский институт географии и статистики).
- Валовой внутренний продукт на душу населения на 2003 год составляет 2805,57 реалов (данные: Бразильский институт географии и статистики).
- Индекс развития человеческого потенциала на 2000 год составляет 0,698 (данные: Программа развития ООН).

## Важнейшие населенные пункты

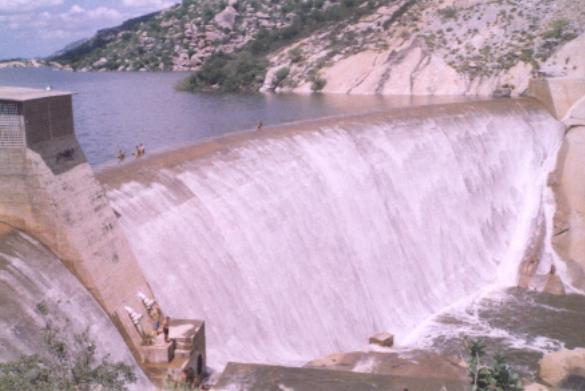

| № | Населённый пункт | Населённый пункт (порт.) | Категория | Население чел. (2010) | На карте                       |
| - | ---------------- | ------------------------ | --------- | --------------------- | ------------------------------ |
| 1 | Акари            | Acari                    | город     | 8902                  | 6°26′04″ ю. ш. 36°38′25″ з. д. |
| 2 | Бульойнс         | Bulhões                  | поселок   | 218                   | 6°23′07″ ю. ш. 36°34′43″ з. д. |
| 3 | Гаргальейрас     | Gargalheiras             | поселок   | 284                   | 6°25′29″ ю. ш. 36°36′32″ з. д. |